# Hervormde kerk (Gorredijk)
De hervormde kerk van Gorredijk is een voormalig kerkgebouw in Gorredijk, in de Nederlandse provincie Friesland.

## Beschrijving
De kerk werd in 1683 gesticht en in 1735 en 1877 verbouwd. Het voormalige kerkgebouw had een geveltoren. De kerk werd in 1972 buiten gebruik gesteld en in 1983 gesloopt. In enige restanten muurwerk bevinden zich nog enkele herdenkingsstenen uit de gevels van de kerk.
Het is in 1971 als rijksmonument aangewezen vanwege de gevelstenen en de preekstoel. Die preekstoel is in 1992 in de Sint Pieterkerk in Grouw geplaatst.

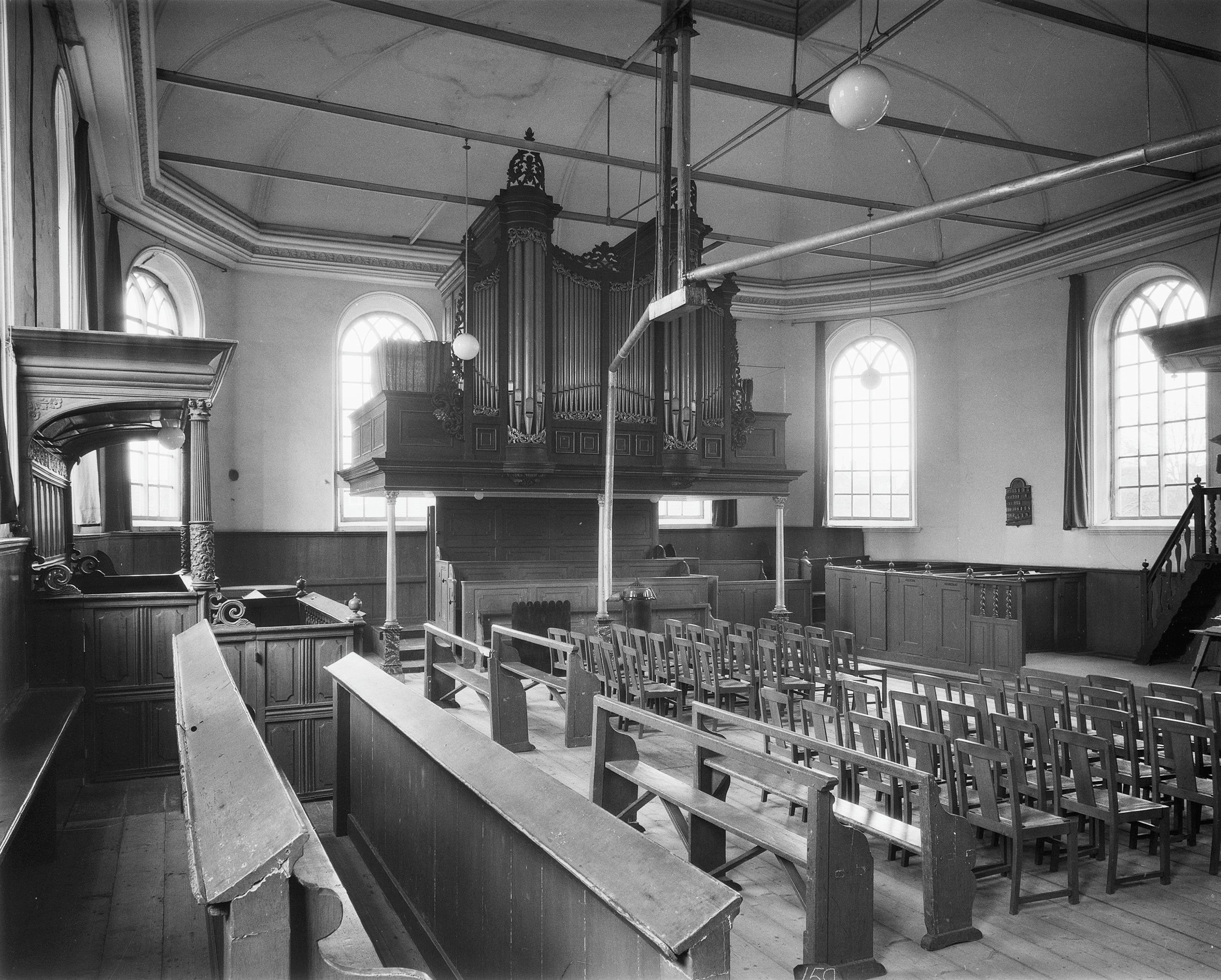
Interieur met orgel (1959)
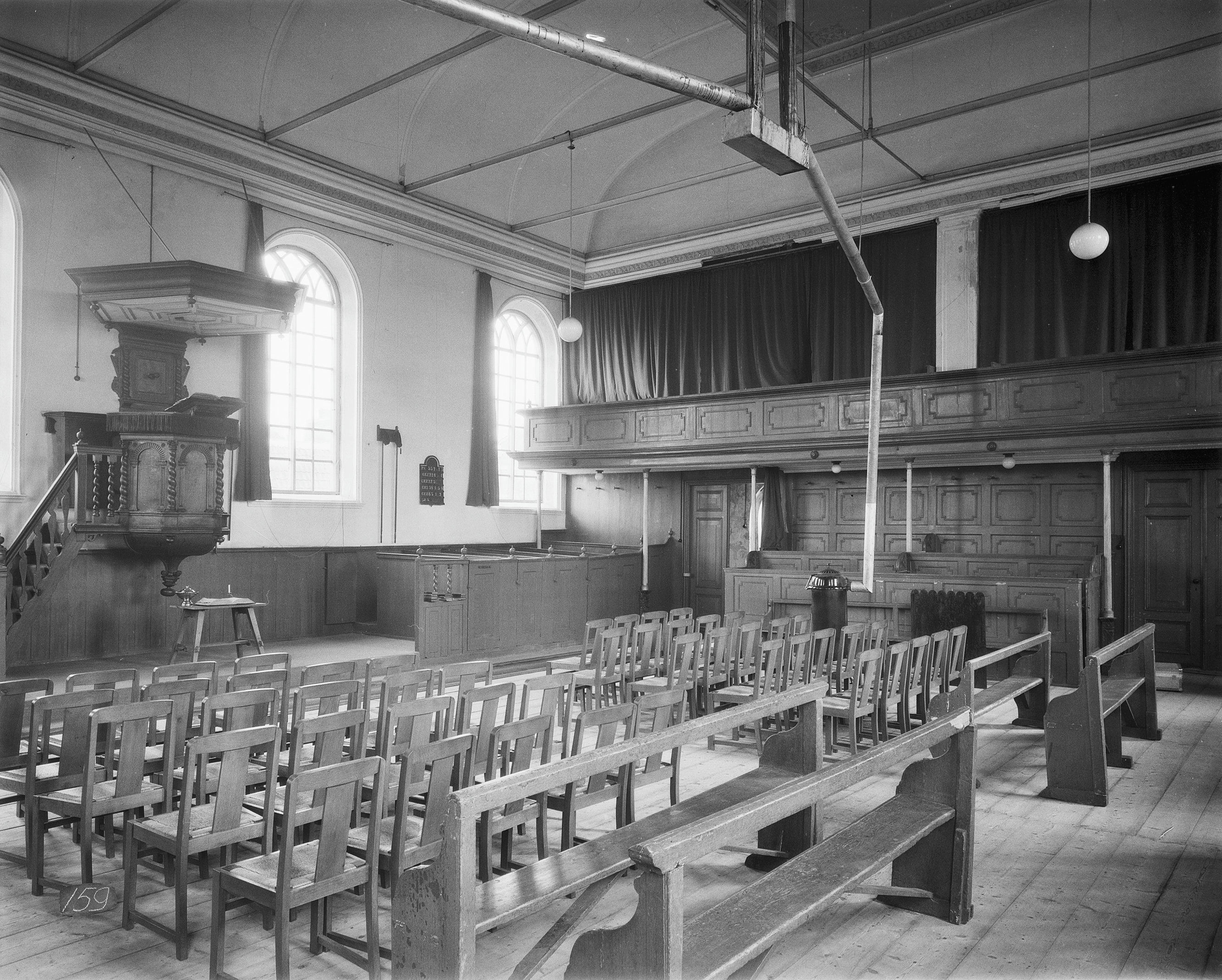
Interieur met preekstoel
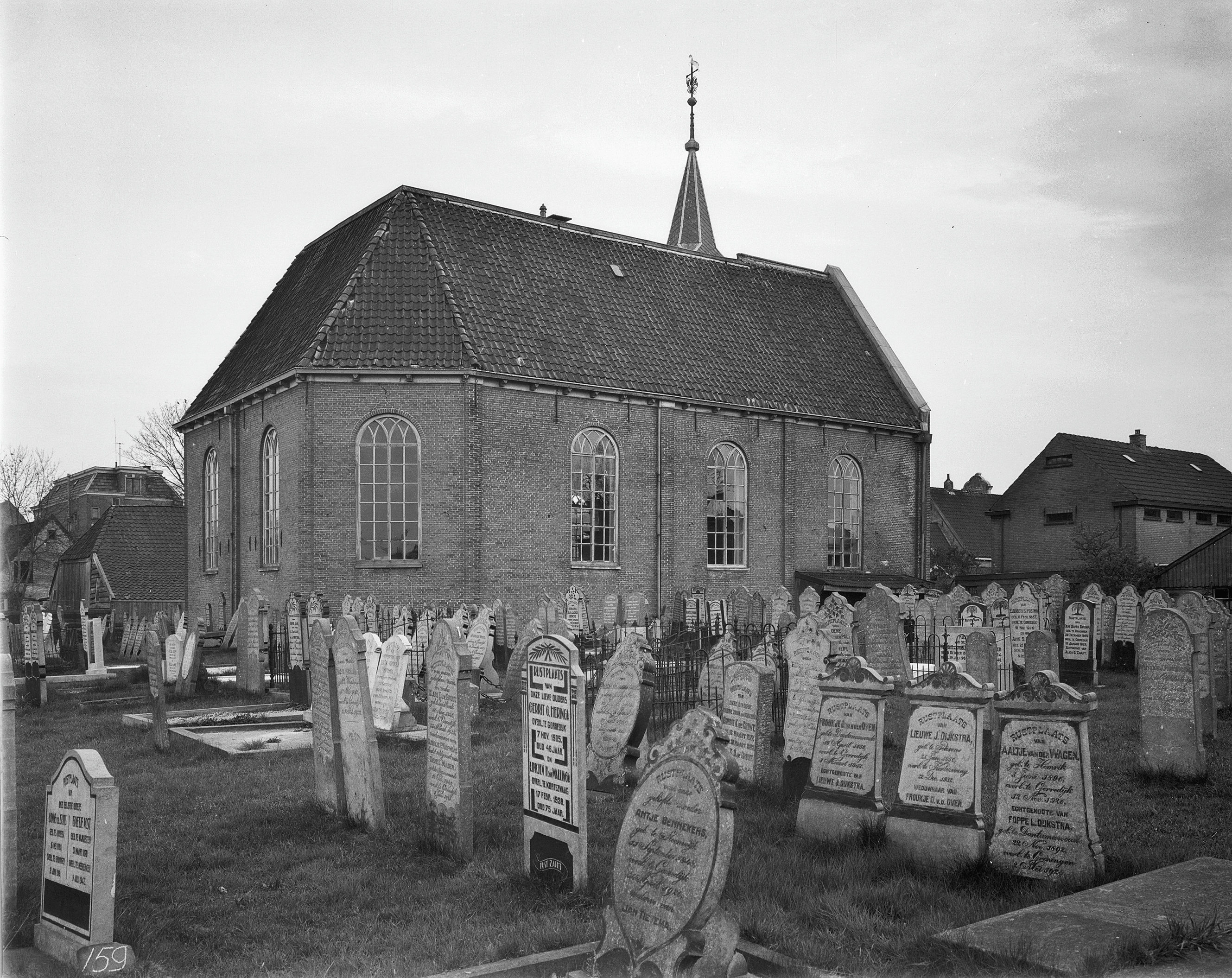
Kerkhof